# Кубок Люксембургу з футболу 1998—1999
Кубок Люксембургу з футболу 1998–1999 — 74-й розіграш кубкового футбольного турніру в Люксембурзі. Титул водинадцяте здобув Женесс (Еш).

## Календар
| Раунд        | Дата               | Матчі | Клуби    |
| ------------ | ------------------ | ----- | -------- |
| Перший раунд | вересень 1998      | 56    | 120 → 64 |
| 1/32 фіналу  | 7-8 листопада 1998 | 32    | 64 → 32  |
| 1/16 фіналу  | 6-7 квітня 1999    | 16    | 32 → 16  |
| 1/8 фіналу   | 14 квітня 1999     | 8     | 16 → 8   |
| 1/4 фіналу   | 2 травня 1999      | 4     | 8 → 4    |
| 1/2 фіналу   | 5 травня 1999      | 2     | 4 → 2    |
| Фінал        | 13 травня 1999     | 1     | 2 → 1    |

## 1/16 фіналу
| Команда 1              | Рахунок | Команда 2                |
| ---------------------- | ------- | ------------------------ |
| 6-7 квітня 1999        |         |                          |
| Расінг (Труав'єрж) (3) | 1:3     | Женесс (Еш)              |
| Шиффланж 95 (2)        | 1:2 дч  | Свіфт (2)                |
| Холлерич (2)           | 1:3 дч  | Гревенмахер              |
| Бертранж (2)           | 0:3     | Роданж 91 (2)            |
| Ехтернах (3)           | 0:2     | Мертерт/Вассербілліг (3) |
| Райсдорф (4)           | 0:6     | Мондерканж               |
| Бекеріх (4)            | 0:3     | Рюмеланж                 |
| Вормельданж (2)        | 1:2     | Авенір (Бегген)          |
| Спора                  | 0:1     | Уніон (Люксембург)       |
| Янг Бойз (Дікірх) (3)  | 2:0     | Керіх (3)                |
| Вікторія Роспорт (2)   | 1:2     | Етцелла (2)              |
| Ф91 Дюделанж           | 1:0     | Спортинг (Мерциг)        |
| Триколор (3)           | 1:3 дч  | Аріс                     |
| Гамм 37 (2)            | 0:4     | Гобшайд                  |
| Санем (4)              | 2:4     | Кер'єнґ (2)              |
| Фола (2)               | 1:0     | Вільц                    |

## 1/8 фіналу
| Команда 1          | Рахунок      | Команда 2                |
| ------------------ | ------------ | ------------------------ |
| 14 квітня 1999     |              |                          |
| Женесс (Еш)        | 2:1          | Свіфт (2)                |
| Етцелла (2)        | 5:0          | Мертерт/Вассербілліг (3) |
| Авенір (Бегген)    | 5:1          | Гобшайд                  |
| Аріс               | 1:2          | Рюмеланж                 |
| Кер'єнґ (2)        | 4:4 пен. 8:9 | Мондерканж               |
| Уніон (Люксембург) | 3:0          | Янг Бойз (Дікірх) (3)    |
| Гревенмахер        | 2:0          | Роданж 91 (2)            |
| Фола (2)           | 2:2 пен. 6:5 | Ф91 Дюделанж             |

## 1/4 фіналу
| Команда 1          | Рахунок | Команда 2   |
| ------------------ | ------- | ----------- |
| 2 травня 1999      |         |             |
| Женесс (Еш)        | 6:0     | Фола (2)    |
| Авенір (Бегген)    | 1:2     | Мондерканж  |
| Уніон (Люксембург) | 3:1     | Рюмеланж    |
| Гревенмахер        | 5:0     | Етцелла (2) |

## 1/2 фіналу
| Команда 1          | Рахунок | Команда 2   |
| ------------------ | ------- | ----------- |
| 5 травня 1999      |         |             |
| Женесс (Еш)        | 7:0     | Гревенмахер |
| Уніон (Люксембург) | 1:2 дч  | Мондерканж  |

## Фінал
| 13 травня 1999 |

| Женесс (Еш)                       | 3:0      | Мондерканж |
| --------------------------------- | -------- | ---------- |
| Кардоні 21' Браун 53', 67' (пен.) | Протокол |            |

| Жозі Бартель, Люксембург Глядачів: 2 134 |